# Sebastian Wołucki
Sebastian Wołucki herbu Rawicz (zm. przed 21 lipca 1653 roku) – kasztelan małogoski w 1633 roku, podkomorzy i chorąży rawski w 1618 roku, starosta rawski w latach 1622–1645.
Syn Jana. Poseł na sejmy, deputat na Trybunał Główny Koronny, był deputatem Senatu na Trybunał Skarbowy Koronny w 1633 roku. W 1643 roku wyznaczony został senatorem rezydentem. 
Poseł sejmiku rawskiego na sejm 1620 roku. Poseł województwa sieradzkiego na sejm 1624 i 1625 roku, poseł na sejm 1627 roku, sejm zwyczajny i nadzwyczajny 1629 roku, sejm 1631 roku. Poseł na sejm konwokacyjny 1632 roku z ziemi rawskiej. Podpisał pacta conventa Władysława IV Wazy w 1632 roku. Poseł województwa rawskiego na sejm koronacyjny 1633 roku, na którym został kasztelanem małogoskim. Senator deputat na Trybunał Skarbowy Koronny i do skarbu rawskiego w 1633 roku. Jako senator był obecny na sejmach: 1634, 1635 (II), 1637 (I), 1637 (II), 1638, 1639 i 1642 roku.